# Busan-Gudeok-Stadion
Das Busan-Gudeok-Stadion (koreanisch 부산 구덕 운동장; Hanja: 釜山九德運動場) ist ein Fußballstadion mit Leichtathletikanlage im Stadtteil Seo-gu der südkoreanischen Stadt Busan, Provinz Gyeongsangnam-do.

## Geschichte
Das im September 1928 eröffnete Stadion bietet Platz für 24.363 Zuschauer. Es ist die Heimspielstätte der Fußballclubs Busan IPark und dem Busan Transportation Corporation FC. 
Während der Olympischen Sommerspiele 1988 in Seoul fanden acht Partien, darunter ein Halbfinale des olympischen Fußballturniers, im Busan-Gudeok-Stadion statt. Zudem war es Austragungsort der Leichtathletikwettbewerbe der II. Ostasienspiele 1997.
Im Mai 2017 wurden Pläne für eine Modernisierung des Gudeok Sports Complex vorgestellt.